# Sideridis palleuca
Sideridis palleuca là một loài bướm đêm trong họ Noctuidae.